# Marcello Gazzella
Marcello Gazzella (Gaeta, ...) utriusque iuris doctor, mastro di zecca di Napoli e l'Aquila, reggente di cancelleria.

## Biografia
Nato a Gaeta da antica e nobile famiglia, si distinse in qualità di strenuo oppositore dei Francesi nella loro seconda sortita (1501-1503), dacché fu creato reggente di cancelleria dal Cattolico.
Ricoprì numerosi incarichi ai massimi livelli istituzionali, tra cui quello di membro del Consiglio del Cattolico Re, ma fu molto attivo anche sotto il regno di Carlo V, il quale lo elevò a 'reggente nella Corte di Spagna'.
Fu convocato da papa Adriano VI per assumere le vesti di consigliere per la riforma dei costumi.
Tenne l'ufficio di mastro di zecca di Napoli e l'Aquila dal 1514 al 1528.
Noto tra gli odierni numismatici per essere stato poco propenso a battere moneta a L'Aquila.